# Enrico Bombieri
Enrico Bombieri, italijanski matematik, * 26. november 1940, Milano, Italija.

## Priznanja
Nagrade
- Fieldsova medalja (1974)
- Balzanova nagrada (1980)
- Mednarodna nagrada kralja Faisla (2010)